# Fredrik Ljungberg
Karl Fredrik Ljungberg [ˈfreːdrɪk ˈjʊŋbærj] (Vittsjö, 16 aprile 1977) è un allenatore di calcio ed ex calciatore svedese, di ruolo centrocampista.
Nell'agosto del 2008, in un censimento condotto tra i fan dell'Arsenal nel sito ufficiale del club, è stato nominato undicesimo tra i 50 migliori giocatori della storia dei Gunners.

## Caratteristiche tecniche
Giocatore molto versatile, potendo rendere al meglio sia come esterno di centrocampo, su entrambe le fasce, che come centrale di centrocampo nel modulo 4-5-1, disimpegnandosi, piuttosto egregiamente, anche come seconda punta. Dopo la partenza di Emmanuel Petit e Marc Overmars, Ljungberg è diventata presenza fissa nella formazione titolare dell'Arsenal.

## Carriera

### Giocatore

#### Club

##### Halmstad, Arsenal e West Ham
Si unì all'Arsenal nel 1998, dopo aver militato nelle file dell'Halmstad, dove segnò 16 reti in 139 presenze. Col passare del tempo incrementò notevolmente la sua media gol nell'Arsenal. Fu acquistato dal manager della squadra londinese, Arsène Wenger, dopo la sconfitta subita dalla nazionale svedese contro l'Inghilterra, destando un certo stupore. L'ottima impressione che fece contro i rivali del Manchester United sedò ogni dubbio e presto ricoprì la maglia da titolare, anche grazie all'infortunio di Robert Pirès nel girone di ritorno della stagione 2001-2002, che permise al calciatore svedese di dare prova della tecnica, particolarmente apprezzata in occasione della finale della FA Cup contro il Chelsea.
Nel 2002 e nel 2006 ha vinto il Pallone d'oro svedese come miglior giocatore. Il 23 luglio 2007 passa al West Ham per 3 milioni di sterline (4.5 milioni di euro), dopo nove stagioni passate con la maglia dei Gunners. Dopo una stagione discontinua, pare continuare l'avventura con gli Hammers ma il 6 agosto 2008, a poco tempo dall'inizio della nuova stagione, la società e il giocatore comunicano la rescissione consensuale del contratto, originariamente triennale.

##### Seattle Sounders e Chicago Fire
Il 27 ottobre dello stesso anno viene annunciata la firma del giocatore con i Seattle Sounders, squadra che dal 2009 farà parte della Major League Soccer. Il 3 agosto del 2010 si lega ai Chicago Fire fino a dicembre dello stesso anno. Il 30 dicembre, dopo qualche giorno di prova, firma un contratto con il Celtic fino al termine della stagione.

##### Celtic e fine carriera
Il 27 agosto 2011 firma un biennale con il club giapponese dello Shimizu S-Pulse, con l'intenzione di terminare lì la sua carriera una volta scaduto il contratto.
Il 18 settembre 2014 ritorna a giocare a calcio da professionista per soli tre mesi, accettando di far parte della squadra indiana del Mumbai City. In tutto gioca solo 4 partite. Anche a causa di un infortunio, Ljungberg decide di terminare il suo contratto e porre fine alla sua carriera agonistica.

#### Nazionale
Con la maglia della nazionale, di cui è stato capitano per lungo tempo, Ljungberg esordì nel 1998. Prese parte a Euro 2000, ai Mondiali del 2002, a Euro 2004 e ai Mondiali del 2006. Il 27 giugno 2008 ha annunciato il ritiro dalla Nazionale: la sua ultima partita con la casacca svedese l'ha disputata contro la Russia, vittoriosa per 2-0 contro gli svedesi nella fase a gironi di Euro 2008.

### Allenatore
Dopo essere stato ambasciatore dell’Arsenal dal maggio 2013, il 12 luglio 2016 viene scelto come allenatore dell’Under-15.
Nel 2017 è vice di Andries Jonker, con lui nelle giovanili dei gunners, al Wolfsburg e il 12 giugno 2018 viene ufficializzato il suo ritorno nelle giovanili dell'Arsenal, questa volta alla guida della formazione Under-23.
Il 29 novembre 2019 assume la guida ad interim della prima squadra, in seguito all'esonero di Unai Emery, del quale era assistente dal 5 giugno dello stesso anno. Al debutto pareggia per 2-2 con il Norwich City. Dopo la sconfitta con il Brighton, il 9 dicembre arriva la prima vittoria contro il West Ham Utd, in rimonta per 3-1. Al debutto in Europa League pareggia per 2-2 con lo Standard Liegi e si qualifica per i sedicesimi. Il 20 dicembre lascia l'incarico a Mikel Arteta, nominato come nuovo allenatore, andando in panchina per l'ultima volta nel pareggio contro l'Everton il giorno successivo. Rimane nello staff tecnico come vice allenatore, ma alla fine della stagione 2019-2020 lascia l'incarico ed il club londinese.

## Statistiche

### Presenze e reti nei club
| Stagione                | Squadra                 | Campionato              | Campionato | Campionato | Coppe nazionali | Coppe nazionali | Coppe nazionali | Coppe continentali | Coppe continentali | Coppe continentali | Altre coppe | Altre coppe | Altre coppe | Totale | Totale |
| Stagione                | Squadra                 | Comp                    | Pres       | Reti       | Comp            | Pres            | Reti            | Comp               | Pres               | Reti               | Comp        | Pres        | Reti        | Pres   | Reti   |
| ----------------------- | ----------------------- | ----------------------- | ---------- | ---------- | --------------- | --------------- | --------------- | ------------------ | ------------------ | ------------------ | ----------- | ----------- | ----------- | ------ | ------ |
| 1994                    | Halmstad                | A                       | 1          | 0          | CS              | ?               | ?               | -                  | -                  | -                  | -           | -           | -           | 1+     | 0+     |
| 1995                    | Halmstad                | A                       | 16         | 1          | CS              | ?               | ?               | CC                 | 4                  | 0                  | -           | -           | -           | 20+    | 1+     |
| 1996                    | Halmstad                | A                       | 20         | 2          | CS              | ?               | ?               | CU                 | 2                  | 0                  | -           | -           | -           | 22+    | 2+     |
| 1997                    | Halmstad                | A                       | 24         | 5          | CS              | ?               | ?               | Int                | 1                  | 0                  | -           | -           | -           | 25+    | 5+     |
| 1998                    | Halmstad                | A                       | 18         | 2          | CS              | ?               | ?               | -                  | -                  | -                  | -           | -           | -           | 18+    | 2+     |
| Totale Halmstad         | Totale Halmstad         | Totale Halmstad         | 79         | 10         | -               | ?               | ?               | -                  | 7                  | 0                  | -           | -           | -           | 86+    | 10+    |
| 1998-1999               | Arsenal                 | PL                      | 16         | 1          | FACup+CdL       | 3+2             | 0+0             | UCL                | 2                  | 0                  | -           | -           | -           | 23     | 1      |
| 1999-2000               | Arsenal                 | PL                      | 26         | 6          | FACup+CdL       | 1+0             | 0+0             | UCL+CU             | 8+6                | 1+1                | CS          | 1           | 0           | 42     | 8      |
| 2000-2001               | Arsenal                 | PL                      | 30         | 6          | FACup+CdL       | 5+0             | 1+0             | UCL                | 13                 | 2                  | -           | -           | -           | 48     | 9      |
| 2001-2002               | Arsenal                 | PL                      | 25         | 12         | FACup+CdL       | 4+0             | 1+0             | UCL                | 9                  | 3                  | -           | -           | -           | 38     | 16     |
| 2002-2003               | Arsenal                 | PL                      | 20         | 6          | FACup+CdL       | 4+0             | 1+0             | UCL                | 8                  | 2                  | -           | -           | -           | 32     | 9      |
| 2003-2004               | Arsenal                 | PL                      | 30         | 3          | FACup+CdL       | 4+0             | 4+0             | UCL                | 9                  | 2                  | CS          | 1           | 0           | 44     | 9      |
| 2004-2005               | Arsenal                 | PL                      | 26         | 10         | FACup+CdL       | 6+0             | 2+0             | UCL                | 6                  | 2                  | -           | -           | -           | 38     | 14     |
| 2005-2006               | Arsenal                 | PL                      | 25         | 1          | FACup+CdL       | 1+1             | 0+0             | UCL                | 9                  | 1                  | CS          | 1           | 0           | 37     | 2      |
| 2006-2007               | Arsenal                 | PL                      | 18         | 0          | FACup+CdL       | 3+0             | 1+0             | UCL                | 5                  | 1                  | -           | -           | -           | 26     | 2      |
| Totale Arsenal          | Totale Arsenal          | Totale Arsenal          | 216        | 45         | -               | 34              | 10              | -                  | 75                 | 15                 | -           | 3           | 0           | 328    | 70     |
| 2007-2008               | West Ham                | PL                      | 25         | 2          | FACup+CdL       | 1+2             | 0+0             | -                  | -                  | -                  | -           | -           | -           | 28     | 2      |
| 2008                    | Seattle Sounders        | MLS                     | 0          | 0          | -               | -               | -               | -                  | -                  | -                  | -           | -           | -           | 0      | 0      |
| 2009                    | Seattle Sounders        | MLS                     | 22+2       | 2+0        | USOC            | 1               | 0               | -                  | -                  | -                  | -           | -           | -           | 25     | 2      |
| gen.-ago. 2010          | Seattle Sounders        | MLS                     | 15         | 0          | -               | -               | -               | -                  | -                  | -                  | -           | -           | -           | 15     | 0      |
| Totale Seattle Sounders | Totale Seattle Sounders | Totale Seattle Sounders | 39         | 2          | -               | 1               | 0               | -                  | -                  | -                  | -           | -           | -           | 40     | 2      |
| ago.-dic. 2010          | Chicago Fire            | MLS                     | 15         | 2          | -               | -               | -               | -                  | -                  | -                  | -           | -           | -           | 15     | 2      |
| dic. 2010-2011          | Celtic                  | SPL                     | 7          | 0          | SC+CdL          | 1+0             | 0+0             | -                  | -                  | -                  | -           | -           | -           | 8      | 0      |
| 2011                    | Shimizu S-Pulse         | J1                      | 8          | 0          | CI+CdL          | 1+2             | 0+0             | -                  | -                  | -                  | -           | -           | -           | 11     | 0      |
| lug.-set. 2014          | Mumbai City             | ISL                     | 4          | 0          | -               | -               | -               | -                  | -                  | -                  | -           | -           | -           | 4      | 0      |
| Totale carriera         | Totale carriera         | Totale carriera         | 393        | 61         | -               | 42+             | 10+             | -                  | 82                 | 15                 | -           | 3           | 0           | 520+   | 86+    |

### Cronologia presenze e reti in nazionale
| Cronologia completa delle presenze e delle reti in nazionale ― Svezia | Cronologia completa delle presenze e delle reti in nazionale ― Svezia | Cronologia completa delle presenze e delle reti in nazionale ― Svezia | Cronologia completa delle presenze e delle reti in nazionale ― Svezia | Cronologia completa delle presenze e delle reti in nazionale ― Svezia | Cronologia completa delle presenze e delle reti in nazionale ― Svezia | Cronologia completa delle presenze e delle reti in nazionale ― Svezia | Cronologia completa delle presenze e delle reti in nazionale ― Svezia |
| Data                                                                  | Città                                                                 | In casa                                                               | Risultato                                                             | Ospiti                                                                | Competizione                                                          | Reti                                                                  | Note                                                                  |
| --------------------------------------------------------------------- | --------------------------------------------------------------------- | --------------------------------------------------------------------- | --------------------------------------------------------------------- | --------------------------------------------------------------------- | --------------------------------------------------------------------- | --------------------------------------------------------------------- | --------------------------------------------------------------------- |
| 24-1-1998                                                             | Orlando                                                               | Stati Uniti                                                           | 1 – 0                                                                 | Svezia                                                                | Amichevole                                                            | -                                                                     | 76’                                                                   |
| 29-1-1998                                                             | Kingston                                                              | Giamaica                                                              | 0 – 0                                                                 | Svezia                                                                | Amichevole                                                            | -                                                                     | 62’                                                                   |
| 28-5-1998                                                             | Malmö                                                                 | Svezia                                                                | 3 – 0                                                                 | Danimarca                                                             | Amichevole                                                            | 1                                                                     |                                                                       |
| 19-8-1998                                                             | Örebro                                                                | Svezia                                                                | 1 – 0                                                                 | Russia                                                                | Amichevole                                                            | -                                                                     |                                                                       |
| 5-9-1998                                                              | Solna                                                                 | Svezia                                                                | 2 – 1                                                                 | Inghilterra                                                           | Qual. Euro 2000                                                       | -                                                                     |                                                                       |
| 14-10-1998                                                            | Burgas                                                                | Bulgaria                                                              | 0 – 1                                                                 | Svezia                                                                | Qual. Euro 2000                                                       | -                                                                     |                                                                       |
| 27-3-1999                                                             | Göteborg                                                              | Svezia                                                                | 2 – 0                                                                 | Lussemburgo                                                           | Qual. Euro 2000                                                       | -                                                                     | 79’                                                                   |
| 31-3-1999                                                             | Chorzów                                                               | Polonia                                                               | 0 – 1                                                                 | Svezia                                                                | Qual. Euro 2000                                                       | 1                                                                     |                                                                       |
| 27-5-1999                                                             | Solna                                                                 | Svezia                                                                | 2 – 1                                                                 | Giamaica                                                              | Amichevole                                                            | -                                                                     | 46’                                                                   |
| 5-6-1999                                                              | Londra                                                                | Inghilterra                                                           | 0 – 0                                                                 | Svezia                                                                | Qual. Euro 2000                                                       | -                                                                     |                                                                       |
| 18-8-1999                                                             | Malmö                                                                 | Svezia                                                                | 0 – 0                                                                 | Austria                                                               | Amichevole                                                            | -                                                                     | 46’                                                                   |
| 4-9-1999                                                              | Solna                                                                 | Svezia                                                                | 1 – 0                                                                 | Bulgaria                                                              | Qual. Euro 2000                                                       | -                                                                     | 63’                                                                   |
| 9-10-1999                                                             | Solna                                                                 | Svezia                                                                | 2 – 0                                                                 | Polonia                                                               | Qual. Euro 2000                                                       | -                                                                     | 83’                                                                   |
| 3-6-2000                                                              | Göteborg                                                              | Svezia                                                                | 1 – 1                                                                 | Spagna                                                                | Amichevole                                                            | -                                                                     |                                                                       |
| 10-6-2000                                                             | Bruxelles                                                             | Belgio                                                                | 2 – 1                                                                 | Svezia                                                                | Euro 2000 - 1º turno                                                  | -                                                                     |                                                                       |
| 15-6-2000                                                             | Eindhoven                                                             | Svezia                                                                | 0 – 0                                                                 | Turchia                                                               | Euro 2000 - 1º turno                                                  | -                                                                     |                                                                       |
| 19-6-2000                                                             | Eindhoven                                                             | Italia                                                                | 2 – 1                                                                 | Svezia                                                                | Euro 2000 - 1º turno                                                  | -                                                                     |                                                                       |
| 16-8-2000                                                             | Reykjavík                                                             | Islanda                                                               | 2 – 1                                                                 | Svezia                                                                | Campionato nordico di calcio                                          | -                                                                     | 46’                                                                   |
| 2-9-2000                                                              | Baku                                                                  | Azerbaigian                                                           | 0 – 1                                                                 | Svezia                                                                | Qual. Mondiali 2002                                                   | -                                                                     |                                                                       |
| 7-10-2000                                                             | Göteborg                                                              | Svezia                                                                | 1 – 1                                                                 | Turchia                                                               | Qual. Mondiali 2002                                                   | -                                                                     | 33’                                                                   |
| 11-10-2000                                                            | Bratislava                                                            | Slovacchia                                                            | 0 – 0                                                                 | Svezia                                                                | Qual. Mondiali 2002                                                   | -                                                                     |                                                                       |
| 28-2-2001                                                             | Ta' Qali                                                              | Malta                                                                 | 0 – 3                                                                 | Svezia                                                                | Amichevole                                                            | -                                                                     | 71’                                                                   |
| 24-3-2001                                                             | Göteborg                                                              | Svezia                                                                | 1 – 0                                                                 | Macedonia                                                             | Qual. Mondiali 2002                                                   | -                                                                     |                                                                       |
| 28-3-2001                                                             | Chișinău                                                              | Moldavia                                                              | 0 – 2                                                                 | Svezia                                                                | Qual. Mondiali 2002                                                   | -                                                                     |                                                                       |
| 25-4-2001                                                             | Ginevra                                                               | Svizzera                                                              | 0 – 2                                                                 | Svezia                                                                | Amichevole                                                            | -                                                                     | 70’                                                                   |
| 2-6-2001                                                              | Solna                                                                 | Svezia                                                                | 2 – 0                                                                 | Slovacchia                                                            | Qual. Mondiali 2002                                                   | -                                                                     |                                                                       |
| 15-8-2001                                                             | Solna                                                                 | Svezia                                                                | 3 – 0                                                                 | Sudafrica                                                             | Amichevole                                                            | -                                                                     | 46’                                                                   |
| 1-9-2001                                                              | Skopje                                                                | Macedonia                                                             | 1 – 2                                                                 | Svezia                                                                | Qual. Mondiali 2002                                                   | -                                                                     |                                                                       |
| 5-9-2001                                                              | Istanbul                                                              | Turchia                                                               | 1 – 2                                                                 | Svezia                                                                | Qual. Mondiali 2002                                                   | -                                                                     |                                                                       |
| 7-10-2001                                                             | Solna                                                                 | Svezia                                                                | 3 – 0                                                                 | Azerbaigian                                                           | Qual. Mondiali 2002                                                   | -                                                                     |                                                                       |
| 17-4-2002                                                             | Oslo                                                                  | Norvegia                                                              | 0 – 0                                                                 | Svezia                                                                | Amichevole                                                            | -                                                                     | 46’                                                                   |
| 25-5-2002                                                             | Tokyo                                                                 | Giappone                                                              | 1 – 1                                                                 | Svezia                                                                | Amichevole                                                            | -                                                                     | 74’                                                                   |
| 2-6-2002                                                              | Saitama                                                               | Inghilterra                                                           | 1 – 1                                                                 | Svezia                                                                | Mondiali 2002 - 1º turno                                              | -                                                                     |                                                                       |
| 7-6-2002                                                              | Kobe                                                                  | Nigeria                                                               | 1 – 2                                                                 | Svezia                                                                | Mondiali 2002 - 1º turno                                              | -                                                                     |                                                                       |
| 12-10-2002                                                            | Solna                                                                 | Svezia                                                                | 1 – 1                                                                 | Ungheria                                                              | Qual. Euro 2004                                                       | -                                                                     |                                                                       |
| 2-4-2003                                                              | Budapest                                                              | Ungheria                                                              | 1 – 2                                                                 | Svezia                                                                | Qual. Euro 2004                                                       | -                                                                     | 90+4’                                                                 |
| 7-6-2003                                                              | Serravalle                                                            | San Marino                                                            | 0 – 6                                                                 | Svezia                                                                | Qual. Euro 2004                                                       | 1                                                                     | 73’                                                                   |
| 11-6-2003                                                             | Solna                                                                 | Svezia                                                                | 3 – 0                                                                 | Polonia                                                               | Qual. Euro 2004                                                       | -                                                                     | 63’                                                                   |
| 10-9-2003                                                             | Chorzów                                                               | Polonia                                                               | 0 – 2                                                                 | Svezia                                                                | Qual. Euro 2004                                                       | -                                                                     |                                                                       |
| 5-6-2004                                                              | Solna                                                                 | Svezia                                                                | 3 – 1                                                                 | Polonia                                                               | Amichevole                                                            | -                                                                     | 64’                                                                   |
| 14-6-2004                                                             | Lisbona                                                               | Svezia                                                                | 5 – 0                                                                 | Bulgaria                                                              | Euro 2004 - 1º turno                                                  | 1                                                                     |                                                                       |
| 18-6-2004                                                             | Porto                                                                 | Italia                                                                | 1 – 1                                                                 | Svezia                                                                | Euro 2004 - 1º turno                                                  | -                                                                     |                                                                       |
| 22-6-2004                                                             | Porto                                                                 | Danimarca                                                             | 2 – 2                                                                 | Svezia                                                                | Euro 2004 - 1º turno                                                  | -                                                                     |                                                                       |
| 26-6-2004                                                             | Faro                                                                  | Svezia                                                                | 0 – 0 dts (4 – 5 dtr)                                                 | Paesi Bassi                                                           | Euro 2004 - Quarti di finale                                          | -                                                                     |                                                                       |
| 18-8-2004                                                             | Solna                                                                 | Svezia                                                                | 2 – 2                                                                 | Paesi Bassi                                                           | Amichevole                                                            | -                                                                     | 46’                                                                   |
| 4-9-2004                                                              | Ta' Qali                                                              | Malta                                                                 | 0 – 7                                                                 | Svezia                                                                | Qual. Mondiali 2006                                                   | 2                                                                     |                                                                       |
| 8-9-2004                                                              | Göteborg                                                              | Svezia                                                                | 0 – 1                                                                 | Croazia                                                               | Qual. Mondiali 2006                                                   | -                                                                     |                                                                       |
| 9-10-2004                                                             | Stoccolma                                                             | Svezia                                                                | 3 – 0                                                                 | Ungheria                                                              | Qual. Mondiali 2006                                                   | 1                                                                     |                                                                       |
| 13-10-2004                                                            | Reykjavík                                                             | Islanda                                                               | 1 – 4                                                                 | Svezia                                                                | Qual. Mondiali 2006                                                   | -                                                                     | 56’                                                                   |
| 9-2-2005                                                              | Saint-Denis                                                           | Francia                                                               | 1 – 1                                                                 | Svezia                                                                | Amichevole                                                            | 1                                                                     | 46’                                                                   |
| 26-3-2005                                                             | Sofia                                                                 | Bulgaria                                                              | 0 – 3                                                                 | Svezia                                                                | Qual. Mondiali 2006                                                   | 2                                                                     | 13’                                                                   |
| 4-6-2005                                                              | Göteborg                                                              | Svezia                                                                | 6 – 0                                                                 | Malta                                                                 | Qual. Mondiali 2006                                                   | 1                                                                     |                                                                       |
| 3-9-2005                                                              | Solna                                                                 | Svezia                                                                | 3 – 0                                                                 | Bulgaria                                                              | Qual. Mondiali 2006                                                   | 1                                                                     | 90+2’                                                                 |
| 7-9-2005                                                              | Budapest                                                              | Ungheria                                                              | 0 – 1                                                                 | Svezia                                                                | Qual. Mondiali 2006                                                   | -                                                                     |                                                                       |
| 8-10-2005                                                             | Zagabria                                                              | Croazia                                                               | 1 – 0                                                                 | Svezia                                                                | Qual. Mondiali 2006                                                   | -                                                                     |                                                                       |
| 12-10-2005                                                            | Stoccolma                                                             | Svezia                                                                | 3 – 1                                                                 | Islanda                                                               | Qual. Mondiali 2006                                                   | -                                                                     |                                                                       |
| 2-6-2006                                                              | Solna                                                                 | Svezia                                                                | 1 – 1                                                                 | Cile                                                                  | Amichevole                                                            | -                                                                     | 46’                                                                   |
| 10-6-2006                                                             | Dortmund                                                              | Trinidad e Tobago                                                     | 0 – 0                                                                 | Svezia                                                                | Mondiali 2006 - 1º turno                                              | -                                                                     |                                                                       |
| 15-6-2006                                                             | Berlino                                                               | Svezia                                                                | 1 – 0                                                                 | Paraguay                                                              | Mondiali 2006 - 1º turno                                              | 1                                                                     |                                                                       |
| 20-6-2006                                                             | Colonia                                                               | Svezia                                                                | 2 – 2                                                                 | Inghilterra                                                           | Mondiali 2006 - 1º turno                                              | -                                                                     | 87’                                                                   |
| 24-6-2006                                                             | Monaco di Baviera                                                     | Germania                                                              | 2 – 0                                                                 | Svezia                                                                | Mondiali 2006 - Ottavi di finale                                      | -                                                                     |                                                                       |
| 2-9-2006                                                              | Riga                                                                  | Lettonia                                                              | 0 – 1                                                                 | Svezia                                                                | Qual. Euro 2008                                                       | -                                                                     | cap.                                                                  |
| 6-9-2006                                                              | Göteborg                                                              | Svezia                                                                | 3 – 1                                                                 | Liechtenstein                                                         | Qual. Euro 2008                                                       | -                                                                     | cap.                                                                  |
| 7-10-2006                                                             | Stoccolma                                                             | Svezia                                                                | 2 – 0                                                                 | Spagna                                                                | Qual. Euro 2008                                                       | -                                                                     | cap. 56’                                                              |
| 28-3-2007                                                             | Belfast                                                               | Irlanda del Nord                                                      | 2 – 1                                                                 | Svezia                                                                | Qual. Euro 2008                                                       | -                                                                     | cap.                                                                  |
| 2-6-2007                                                              | Copenaghen                                                            | Danimarca                                                             | 2 – 2                                                                 | Svezia                                                                | Qual. Euro 2008                                                       | -                                                                     | cap.                                                                  |
| 6-6-2007                                                              | Stoccolma                                                             | Svezia                                                                | 5 – 0                                                                 | Islanda                                                               | Qual. Euro 2008                                                       | -                                                                     | cap.                                                                  |
| 13-10-2007                                                            | Vaduz                                                                 | Liechtenstein                                                         | 0 – 3                                                                 | Svezia                                                                | Qual. Euro 2008                                                       | 1                                                                     | 39’                                                                   |
| 17-11-2007                                                            | Madrid                                                                | Spagna                                                                | 3 – 0                                                                 | Svezia                                                                | Qual. Euro 2008                                                       | -                                                                     | cap.                                                                  |
| 21-11-2007                                                            | Stoccolma                                                             | Svezia                                                                | 2 – 1                                                                 | Lettonia                                                              | Qual. Euro 2008                                                       | -                                                                     | cap.                                                                  |
| 26-3-2008                                                             | Londra                                                                | Svezia                                                                | 0 – 1                                                                 | Brasile                                                               | Amichevole                                                            | -                                                                     | cap. 57’                                                              |
| 1-6-2008                                                              | Stoccolma                                                             | Svezia                                                                | 0 – 1                                                                 | Ucraina                                                               | Amichevole                                                            | -                                                                     | 46’                                                                   |
| 10-6-2008                                                             | Salisburgo                                                            | Grecia                                                                | 0 – 2                                                                 | Svezia                                                                | Euro 2008 - 1º turno                                                  | -                                                                     | cap.                                                                  |
| 14-6-2008                                                             | Innsbruck                                                             | Svezia                                                                | 1 – 2                                                                 | Spagna                                                                | Euro 2008 - 1º turno                                                  | -                                                                     | cap.                                                                  |
| 18-6-2008                                                             | Innsbruck                                                             | Russia                                                                | 2 – 0                                                                 | Svezia                                                                | Euro 2008 - 1º turno                                                  | -                                                                     | cap.                                                                  |
| Totale                                                                |                                                                       | Presenze                                                              | 75                                                                    |                                                                       | Reti                                                                  | 14                                                                    |                                                                       |

## Palmarès

### Giocatore

#### Club
- Coppa di Svezia: 1

Halmstad: 1995
- Campionato svedese: 1

Halmstad: 1997
- Charity/Community Shield: 1

Arsenal:  1999
- Campionato inglese: 2

Arsenal: 2001–2002, 2003–2004
- Coppa d'Inghilterra: 3

Arsenal: 2001–2002, 2002–2003, 2004–2005
- Coppa di Scozia: 1

Celtic: 2010-2011

#### Individuale
- MLS Best XI: 1

2009
- Guldbollen: 2

2002, 2006